# Camptocladius villosipes
Camptocladius villosipes är en tvåvingeart som först beskrevs av Jean-Jacques Kieffer 1918.  Camptocladius villosipes ingår i släktet Camptocladius och familjen fjädermyggor.
Artens utbredningsområde är Turkiet. Inga underarter finns listade i Catalogue of Life.